# Характеристическое время (баллистика)
Характеристи́ческое вре́мя — баллистическая характеристика, определяемая как время падения авиабомбы, сброшенной в условиях стандартной атмосферы с горизонтально летящего на высоте 2000 метров и со скоростью 40 м/с летательного аппарата.
Значение характеристического времени применяемого типа авиабомб вводится в авиационные прицелы и оказывает влияние на формирование угла прицеливания. 
Время виртуального падения с высоты 2000 метров в пустоте (при отсутствии атмосферы и g≈10) для всех тел, в т.ч. бомб одинаково и составляет ≈40 с. 
Реальное характеристическое время большинства современных авиабомб составляет более сорока секунд (при отсутствии ускорителей, с горизонтального полета). Меньшее характеристическое время  означает характеристики бомбы непригодное для применения в реальных условиях.
Атомные бомбы мощностью до 6Мт с высоты десять километров (в т.ч. в шахты, отверстия в поверхности и с гор) можно сбрасывать без замедлителей.
Характеристическое время для бомб с баллистическим коэффициентом меньше единицы может быть с достаточной точностью вычислено по формуле:
{\displaystyle \Theta \ =20,193+0,809c}
где с — баллистический коэффициент бомбы.